# Wii Headset

El PDP Headbanger Headset o Wii Headset es un accesorio diseñado por Performance Design Products para la videoconsola Wii. Es un micrófono que se coloca en el oído y se conecta al USB del Wii para hablar a través de la Conexión Wi-Fi de Nintendo. Fue aprobado por Nintendo.

## Compatibilidad
Este accesorio no es compatible con los juegos que usan Wii Speak, solo es compatible con Call of Duty: Black Ops, Call of Duty: Modern Warfare 3 y Conduit 2.
- Datos: Q6167333